# Миколаївський собор (Могилів-Подільський)
Миколаївський собор — православний кафедральний собор у м. Могилів-Подільський в юрисдикції Могилів-Подільської єпархії Української православної церкви Московського патріархату.

## Історія
Церква була побудована в 1754 році на пожертви православних греків, болгар і сербів, які проживали в Могильові-Подільському. Того ж року будівля була передана уніатській церкві. Через те, що православні греки не хотіли прийняти унію і приймати таїнства з рук католицьких священиків візантійського обряду, вони заснували в Могильові-Подільському нову церкву, присвячену св. Георгію, у якій правили службу спеціально прибулі для цього афонські ченці. Церква залишалася в руках уніатів аж до ліквідації уніатської церкви на Поділлі.
У 1865 році була побудована дзвіниця церкви, у 1874 році до храму прибудовано новий іконостас, а в 1885 році прибудовано притвор і два бічні вівтарі. Після Жовтневої революції церкву св. Миколая закрили і перетворили на краєзнавчий музей. Після 1991 року будівлю повернули Українській православній церкві Московського патріархату.
Особливо шанують у храмі ікону св. Миколая, подаровану храму разом із срібною дарницею царем Олександром III, на пам'ять про свого померлого брата, царевича Миколу.

## Архітектура
Церква св. Миколая є одним із найстаріших мурованих храмів Поділля. Натхненням для його появи слугувала архітектура візантійських храмів на Афоні. Споруда була побудована в хрестоподібному плані й увінчана п'ятьма куполами.

## Виноски
1. ↑  Wiki Loves Monuments monuments database — 2023.
2. 1 2 3 4  Храми міста / села, архів оригіналу за 4 березня 2016, процитовано 31 жовтня 2023